# Hinologia
Hinologia, por definição, é o estudo dos hinos ou, como será preferível chamá-los, cânticos litúrgicos. Dedica-se fundamentalmente ao estudo dos textos desses cânticos, mas considera também formas e estilos. Entretanto, a maioria das obras sobre o assunto limita-se a uma descrição cronológica da hinódia cristã, detendo-se, mais ou menos, em períodos ou movimentos religiosos de maior produção hinódica. São movimentos que marcaram o desenvolvimento dos cânticos das igrejas cristãs, principalmente após a Reforma. Por essa razão são, em sua maioria, estudos da hinódia protestante.
A Hinóloga Simei Monteiro define com clareza o conceito de Hinologia, em "O que é Hinologia" no WebSite Interdenominacional "Hinologia Cristã - Cantos da Fé Cristã":
Quando nos referimos à hinódia queremos indicar um acervo de hinos e cânticos. A maioria das obras sobre a hinódia é bem limitada. Muitas vezes contêm informações, nem sempre precisas, sobre a vida e a produção hinística dos autores de cânticos litúrgicos — os hinistas — sem levar em conta aspectos históricos propriamente ditos. Ocorre com a hinologia algo semelhante ao que acontece com estudos de história oficial; muitos aspectos importantes deixam de ser levados em conta porque certos movimentos são considerados marginais e não cabem em estudos especializados.
Além disso, a hinologia tem sido prejudicada pela diversidade de critérios classificatórios. Uma metodologia confusa tenta dividir os cânticos em tópicos que obedecem a distintos princípios. É deste modo que temos títulos como: hinódia grega, latina, medieval, reformada. Outras classificações são puramente arbitrárias: hinódia alemã, inglesa, romântica, pietista, hinódia dos acampamentos, evangelística e hinódia dos avivamentos. Geralmente o objetivo principal dessas classificações é o de agrupar hinistas e falar sobre suas vidas, e dos cânticos que produziram. Raros são os autores que comentam o conteúdo dos textos.
Mesmo pesquisas mais sérias, como a de John Julian, autor de ‘A Dictionary of Hymnology’, não foram continuadas e sofreram prejuízos por causa de preconceitos que rondaram a hinologia na época do estudo ou pesquisa e que persistem até hoje. São questões que envolvem, fundamentalmente, a conceituação de hino ou cântico litúrgico. Essas questões, por sua vez, serão relacionadas a outros conceitos como os de música litúrgica e não litúrgica, sacra e profana, erudita e popular e a outros aspectos que serão examinados em outra ocasião.
No Brasil os estudos de hinologia seguem, aproximadamente, a mesma linha. Os pesquisadores são poucos e quase sempre autodidatas. Não há obras originais sobre o assunto. Temos geralmente algumas traduções e tentativas de adaptações ao nosso contexto de estudos existentes. É o caso do quase que único livro sobre hinologia, existente em português: Hinódia Cristã, tenta complementar as informações traduzidas com documentação adequada. Sua segunda edição foi acrescida de um capítulo sobre hinódia brasileira.
Em uma tentativa de síntese pode-se dizer que o hinólogo  busca constatar a fidelidade das traduções, a integridade do texto, preservando-o das mutilações e deformações. Registra documentação adequada e  mais completa possível quanto à autoria do hino ou do cântico, suas datas e fontes. Torna-se o hinólogo, desse modo, cuidadoso tradutor, bom editor de hinários, renovador do acervo hinológico e, muitas vezes, hinista.